# Chazaliella anacamptopus
Chazaliella anacamptopus là một loài thực vật có hoa trong họ Thiến thảo. Loài này được (K.Schum.) E.M.A.Petit & Verdc. mô tả khoa học đầu tiên năm 1975.